# سید محمد اصغرشاه
سید محمد اصغرشاه (اردو: سید محمد اصغرشاه؛ ۱۰ نوامبر ۱۹۴۹ – ۱۵ ژانویهٔ ۲۰۲۵) سیاست‌مدار اهل پاکستان از حزب راست گرا و عضو مجلس ملی پاکستان بود.